# Trichoreninus vianai
Trichoreninus vianai är en skalbaggsart som beskrevs av Bruch 1939. Trichoreninus vianai ingår i släktet Trichoreninus och familjen stumpbaggar. Inga underarter finns listade i Catalogue of Life.